# Ligne Fangshan
La ligne Fangshan est l'une des 23 lignes du réseau métropolitain de Pékin, en Chine.

## Tracé et stations
La ligne circule sur 31,8 km dans le sud-ouest de l'agglomération pékinoise, entre les stations Dongguantounan, dans le district de Fengtai, où elle prolonge la ligne 16, et Yancun Est, dans le district de Daxing, où elle est en correspondance avec la ligne Yanfang. 

## Historique
La ligne est ouverte à la circulation le 30 décembre 2010 entre les stations Dabaotai et Suzhuang. Le 31 décembre 2011, le prolongement au nord jusqu'à Guogongzhuang est mis en service. Enfin le 30 décembre 2017, une extension vers l'ouest est ouverte jusqu'à Yancun Est lors de la mise en service de la ligne Yanfang.